# 黑梅勒山
47°18′30″N 11°13′41″E / 47.30833°N 11.22806°E

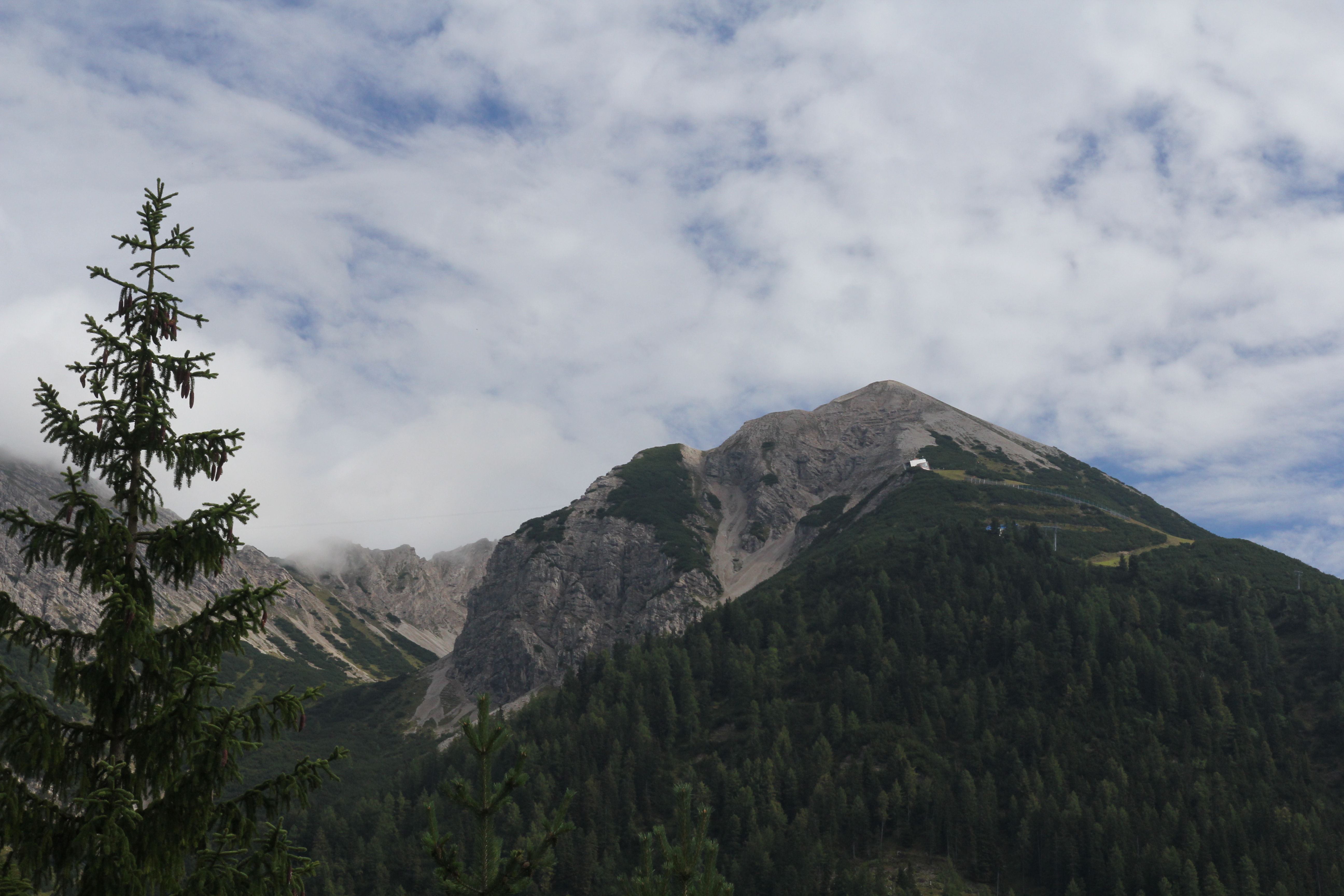

黑梅勒山（德語：Härmelekopf），是奧地利的山峰，位於該國西部，由蒂羅爾州負責管轄，屬於卡爾文德爾山脈的一部分，海拔高度2,224米，每年平均降雨量1,666毫米。